# 普西拉康帕涅
普西拉康帕涅（法語：Poussy-la-Campagne，法語發音：[pusi la kɑ̃paɲ] ⓘ）是法国卡尔瓦多斯省的一个旧市镇，属于卡昂区。2017年，普西拉康帕涅与临近的4个市镇合并为新市镇瓦朗布赖。

## 地理
普西拉康帕涅（49°4'48"N, 0°13'26"W）面积4.08 平方千米，位于法国诺曼底大区卡爾瓦多斯省，该省份为法国西北部沿海省份，北濒大西洋英吉利海峡，东北与滨海塞纳省以海上边界相接，东临厄尔省，南至奧恩省，西与芒什省接壤。
与普西拉康帕涅接壤的市镇（或旧市镇、城区）包括：比伊、科维库尔、桑托、孔特维尔、菲耶维尔-布赖、圣艾尼昂-德克拉梅尼勒、圣西尔万。

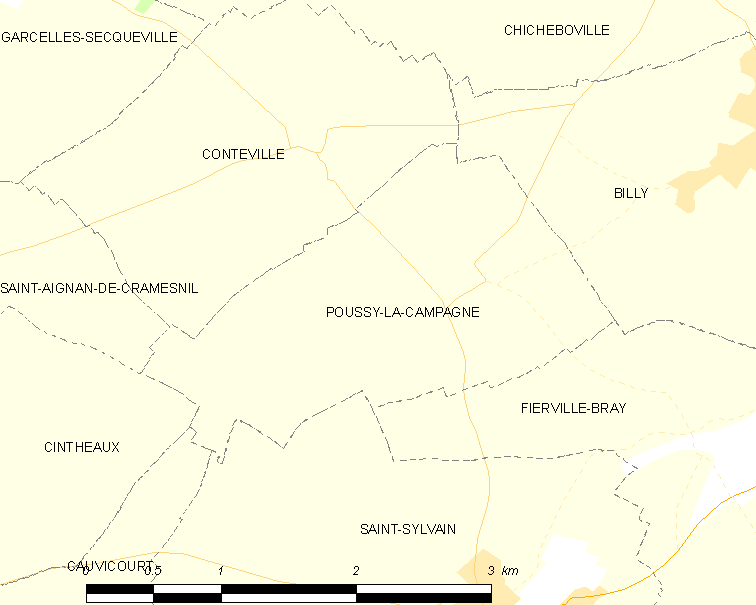
普西拉康帕涅的OSM定位图

普西拉康帕涅的时区为UTC+01:00、UTC+02:00（夏令时）。

## 行政
普西拉康帕涅的邮政编码为14540，INSEE市镇编码为14517。

## 政治
普西拉康帕涅所属的省级选区为特罗阿恩县。

## 人口

1962-2008年间普西拉康帕涅人口变化图示

普西拉康帕涅于2018年1月1日时的人口数量为90人。